# Космос-2306
Космос-2306 је један од преко 2400 совјетских вјештачких сателита лансираних у оквиру програма Космос.
Космос-2306 је лансиран са космодрома Плесецк, СССР, 2. марта 1995. Ракета-носач Космос је поставила сателит у орбиту око планете Земље. 